# 白源街道
白源街街道，是中华人民共和国江西省萍乡市安源区下辖的一个乡镇级行政单位。

## 行政区划
白源街街道下辖以下地区：
荷塘社区、新村社区、白源村、源壁村、长陂村、横板村和东壁村。